# داريل أوينز
داريل أوينز (بالإنجليزية: Darryl Owens)‏ هو سياسي أمريكي، ولد في 10 نوفمبر 1937. حزبياً، نشط في الحزب الديمقراطي.